# Oberharz (Naturschutzgebiet)
Der Oberharz ist ein Naturschutzgebiet im gemeindefreien Gebiet Harz im Landkreis Goslar in Niedersachsen.
Das Naturschutzgebiet mit dem Kennzeichen NSG BR 006 ist 164 Hektar groß. Es besteht aus zwei Teilflächen, dem „Jermerstein“ im Süden nordwestlich von Braunlage und dem „Kalbetal“ im Norden nordwestlich von Torfhaus. Beide Teilflächen liegen innerhalb des Naturparks Harz und grenzen direkt an den Nationalpark Harz sowie an das Landschaftsschutzgebiet „Harz (Landkreis Goslar)“. Das Gebiet steht seit dem 10. April 1954 unter Naturschutz. Es war zunächst 6200 Hektar groß und wurde 1958 um Flächen am Wurmberg erweitert. Mit der Ausweisung des Nationalparks Harz zum 1. Januar 1994 sind große Teile des Naturschutzgebiets in diesem aufgegangen. Weitere Teilflächen sind seit dem 26. Oktober 2006 Bestandteil des Naturschutzgebiets „Wurmberg“. Zuständige untere Naturschutzbehörde ist der Landkreis Goslar.
Die Teilfläche „Jermerstein“ umfasst den namensgebenden Berg. Er zeichnet sich durch mehrere Quarzit-Felsen des Devon aus. Die Felsen fallen nach Nordosten senkrecht ab, nach Südwesten laufen sie stufenartig aus. Auf dem Jermerstein stocken naturnahe Buchen-Fichtenwälder stocken. Auf den Felsen siedeln nur spärlich Drahtschmiele, Heidelbeere, Flechten und Moosen, vereinzelt stocken Buchen und Pionierarten wie Birke und Eberesche.
Die Teilfläche „Kalbetal“ wird von Waldgesellschaften, insbesondere Fichtenforsten, geprägt.